# Complesso di celle
In topologia un complesso di celle è un tipo di spazio topologico costruito fondendo insieme certi blocchi basilari chiamati celle.
La nozione di complesso di celle è stata introdotta da J. H. C. Whitehead per sopperire ad alcune necessità della teoria dell'omotopia. Questa classe di spazi è più estesa ed ha proprietà categoriali migliori rispetto ai complessi simpliciali, ma mantiene ancora una natura combinatoria che la rende maneggevole.

## Definizione
Una cella n-dimensionale chiusa è uno spazio topologico che è omeomorfo ad una palla chiusa n-dimensionale. Per esempio, un simplesso è una cella chiusa, e più in generale, un politopo convesso è una cella chiusa. Una cella n-dimensionale aperta è uno spazio topologico omeomorfo alla palla aperta n-dimensionale. Una cella 0-dimensionale aperta (e chiusa) è un punto.
Informalmente, un complesso di celle è uno spazio topologico ottenuto incollando fra loro un certo numero di celle chiuse. Formalmente, un complesso di celle è uno spazio di Hausdorff {\displaystyle X} dotato di una partizione in celle aperte (di dimensioni variabili) che soddisfa due proprietà:
- Per ogni cella n-dimensionale aperta C nella partizione di X, esiste una mappa continua f della palla n-dimensionale chiusa su X tale che
  - la restrizione di f all'interno della palla chiusa è un omeomorfismo sulla cella C, e
  - l'immagine del contorno della palla chiusa è contenuta nell'unione di un numero finito di celle aventi tutte dimensione inferiore ad n.
- Un sottoinsieme di X è chiuso se e soltanto se incontra la chiusura di ciascuna cella in un insieme chiuso.

Il termine CW-complesso, mutuato dall'inglese, è a volte usato come sinonimo di complesso di celle. Le lettere C e W indicano i termini inglesi closure-finite e weak-topology e si riferiscono alle due proprietà elencate (la seconda proprietà infatti indica che la topologia su X è in un certo senso una topologia debole).

## L' n-scheletro
L'n-scheletro di un complesso di celle è l'unione delle celle la cui dimensione non è superiore ad n.

## Definizione induttiva
Un complesso di celle si può ottenere definendo l'n-scheletro induttivamente.
Questo è il modo con cui di solito si ricavano i complessi di celle nella pratica.
Si comincia col prendere lo 0-scheletro, il quale è uno spazio discreto. in seguito si uniscono le 1-celle allo 0-scheletro. Per definizione, si prende una raccolta di 1-celle chiuse (astratte) e si defiscono le mappe del bordo di ciascuna 1-cella nello 0-scheletro.
L'1-scheletro viene definito come lo spazio delle identità ottenuto dall'unione dello 0-scheletro e le 1-celle chiuse identificando ogni punto del bordo di una 1-cella con la sua immagine.
Più in generale, dato l'n-1-scheletro di una raccolta di n-celle chiuse (astratte), si definiscono le mappe del contorno di ciascuna n-cella nell'n-1-scheletro.
si defisce che l'n-scheletro è lo spazio delle identità ottenuto  dall'unione dell'n-1-scheletro e le n-celle chiuse identificando ogni punto nel bordo di una n-cella con la sua immagine.
Si osservi che non è necessario che il progetto si fermi dopo un numero finito di passi.
In generale, il complesso di celle X è il limite diretto degli n-scheletri nel rispetto della naturale sequenza di inclusioni.
Un insieme è chiuso in X se e solo se esso incontra ogni n-scheletro in un insieme chiuso.

## Esempi
Molte varietà algebriche e proiettive possono essere facilmente identificate come complessi di celle. Ogni varietà topologica può essere rappresentata come un complesso di celle tramite approssimazioni di complessi di celle.
La sfera n-dimensionale è forse l'esempio più semplice. Sia x un punto nella sfera. il complementare è una n-cella aperta per {\displaystyle k<n}  il k-scheletro è {x}.
La sfera è costruita mappando l'intero contorno della n-palla chiusa nell'n-1-scheletro {x}.
Un altro esempio è lo spazio proiettivo reale n-dimensionale. il k-scheletro è omeomorfo allo spazio proiettivo reale k-dimensionale. in particolare, lo spazio proiettivo reale n-dimensionale è un'unione di celle, ciascuna delle quali avente dimensione minore o uguale ad n.

## Coomologia computazionale
C'è una teoria della coomologia associata agli spazi di celle, la coomologia della cella, duale dell'omologia cellulare. La proprietà principale è che coincide con la coomologia singolare degli spazi di celle, ma con il sovrappiù che spesso più facilmente computabile.
Per le sfere partiamo dalla seguente decomposizione in celle:
{\displaystyle H^{k}(\mathbb {S} ^{n})={\begin{cases}\mathbb {Z} ,\quad {\text{per }}k=0{\text{ o }}n\\0,\quad {\text{altrimenti}}.\end{cases}}}
I generatori del concatenamento {\displaystyle C^{k}}  sono (le mappe di identità delle) celle. non c'è relazione fra questi generatori, poiché la mappa annessa è semplice.
Per {\displaystyle \mathbb {P} ^{n}\mathbb {C} } noi prendiamo in modo simile
{\displaystyle H^{k}(\mathbb {P} ^{n}\mathbb {C} )={\begin{cases}\mathbb {Z} \quad {\text{per }}0\leq k\leq 2n,{\text{pari}}\\0\quad {\text{altrimenti}}.\end{cases}}}
Questo caso è più semplice dell'analogo reale, poiché le relazioni fra i generatori arriverebbero dal differenziale {\displaystyle \mathrm {d} :C^{k}(\ldots )\to C^{k+1}(\ldots )}, ma per il caso complesso uno di questi 2 spazi sparisce sempre, perciò il differenziale è ancora semplice.

## La categoria dell'omotopia
La categoria dell'omotopia di un complesso di celle è, per opinione di alcuni esperti, la migliore se non l'unica candidata per  essere La categoria dell'omotopia. Le costruzioni ausiliarie che portano a spazi che non sono complessi di celle devono essere usati per l'occasione, ma garantiscono abbastanza bene i settanta anni da quando Whitehead ha stabilito questa definizione di questa categoria di omotopia. Un risultato basilare è che i fungitori rappresentativi della categoria di omologia hanno una semplice caratterizzazione (il teorema di rappresentabilità di Brown).

## Proprietà
- Il prodotto di due complessi di celle è un complesso di celle. la topologia debole di questo prodotto X×Y è la stessa della più famigliare topologia prodotto nella maggioranza degli spazi di interesse. ma può esserci una comparazione di topologie se X×Y ha un'infinità non numerabile di celle e né X e né Y è uno spazio localmente compatto.
- Gli spazi di funzioni Hom(X,Y) non sono complessi di celle in generale ma sono omotopicamente equivalenti a complessi di celle tramite il teorema di John Milnor (1958). Gli attuali spazi di funzione appaiono nella categoria in qualche modo più estesa degli spazi di Hausdorff compattamente generati.